# Hunashyal (P.C.), Basavana Bagevadi
Hunashyal (P.C.) là một làng thuộc tehsil Basavana Bagevadi, huyện Bijapur, bang Karnataka, Ấn Độ.